# Polní Domky
Polní Domky (německy Feldhäuser) je samota ve Frýdlantském výběžku Libereckého kraje na severu České republiky. Nachází se v katastrálním území města Frýdlant, jižně od jeho části Větrova, s níž je spojeno polní cestou. Jižním směrem odtud se nachází nepojmenovaný vrchol o nadmořské výšce 662 metru, jenž je součástí Jizerských hor. Na severní straně Polních Domků se nachází vrchol Nad Zátiším (427 m n. m.).
Severně od Polních Domků protéká potok Oleška, který napájí nepojmenovaný rybník nacházející se severozápadně od samoty. Na svahu kopce jižně od Polních Domků je v lese ukryt jizerskohorský pomníček nazvaný Vojenské kameny. Při cestě vedoucí k samotě z Větrova roste památný dub letní (Quercus robur) nazvaný Dub u Větrova.